# TAF Germany
TAF Germany e.V. ist ein deutscher Tanzverband. Mitglied können alle Tanzschulen, Vereine, Clubs und selbst organisierte Tänzer und Tanzgruppen werden. Der Name TAF leitet sich von The All Dance Federation of Germany ab.
Viele aktuelle und moderne Tanzsparten werden durch TAF national durchgeführt. Innerhalb Deutschlands vergibt TAF Germany e.V. die Rechte an der Durchführung entsprechender regionaler und deutscher Meisterschaften. Über die Mitgliedschaft beim Weltverband International Dance Organization (IDO) mit weltweit über 90 Mitgliedsverbänden bietet TAF Germany allen Akteuren die Möglichkeit, sich für die Teilnahme an internationalen Veranstaltungen wie den offiziellen Europa- und Weltmeisterschaften zu qualifizieren.

## Aufbau
Stand 2024 gibt es folgende TAF Germany Ressorts: Performing Arts (Contemporary Dance, Jazz Dance, Musical Dance, Show Dance), Breaking, HipHop, Popping, Streetdance, DiscoDance, Discofox, Jumpstyle, Stepptanz und Paartänze. Zusätzlich gibt es noch Beauftragte für Ballett und Folklore/Nationale Tänze, Commercial, Orientalischer Tanz, Salsa - Latino Tänze.

## Entstehung
1978 fand im Wiesbadener Kurhaus die erste Deutsche Meisterschaft als Disco- und Schautanzturnier statt und gilt als „Gründung“ der Organisation, die damals noch nicht TAF hieß, jedoch als Turnierorganisation für diese Tänze im Ressort Lehre und Ausbildung (RLA) des Allgemeinen Deutschen Tanzlehrerverbands (ADTV). Der erste Turnierleiter übernahm kurze Zeit später die Organisation dieser Wettbewerbe und wiederum ein paar Jahre später wurde der Name TAF – Turnieramt für Freizeit Wettbewerbe.
1982 trat TAF als eigenständige Turnierorganisation der IDO bei. 1984 wurden die ersten Streetdance-Wettbewerbe durchgeführt. Ca. 1996/1997 entstand TAF -Tanzen-Action-Fun bzw. Freizeit (beide Formulierungen wurden zeitweise parallel benutzt). TAF wurde 1998 Gründungsmitglied der „neuen IDO“ unter der IDO Vize-Präsidentschaft des TAF Leiters Michael Wendt.
In den folgenden Jahren stellte TAF auf die Online-Verwaltung des Turnierbetriebs um (2000) und es wurde die Formulierung The Actiondance Federation offiziell für TAF eingesetzt (2003). 2012 löste sich das bisherige TAF auf, gründet sich als TAF Germany e.V. neu und trug The Actiondance Federation als Untertitel.
2013 trat TAF Germany dem ADTV als außerordentliches Mitglied und dem Deutschen Tanzsportverband (DTV) als „Fachverband mit besonderer Aufgabenstellung“ bei und 2014 wurde TAF Ehrenpräsident Michael Wendt zum IDO Präsidenten gewählt.
2024 wurde der Name, wegen der immer größer werdenden Anzahl an Disziplinen, auf The All Dance Federation of Germany geändert.

## Verbandstänze
TAF Germany e.V. vertritt (oder vertrat früher) in Deutschland die Performing Arts Disziplinen Ballett, Contemporary Dance, Musical Dance, Jazz- und Modern Dance (wird über die Jazz und Modern/Contemporary-Abteilung im DTV durchgeführt), Orientalischer Tanz, Showdance, Stepptanz und Produktionen. In den Street Dance Disziplinen vertritt TAF Germany Breakdance, Electric Boogie (Popping), Hip Hop, Hip Hop Battles, Disco Dance und Street Dance Show und in den Paartanz Disziplinen Discofox, Salsa, Tango Argentino, West Coast Swing. Außerdem ist TAF Germany für Integrative Para Tänze, VideoClip Dancing, Song & Dance, Jumpstyle, Commercial Dance, House Battles, Latin Solo-Style, Ballroom Solo-Style und All you can Dance Festival zuständig.

## Wettbewerbe
Der TAF Germany ist unter anderem Ausrichter der deutschen Meisterschaft im Orientalischen Tanz. 